# Marsais
Marsais és un municipi francès situat al departament del Charente Marítim i a la regió de la Nova Aquitània. L'any 2007 tenia 868 habitants.

## Demografia

### Població
El 2007 la població de fet de Marsais era de 868 persones. Hi havia 338 famílies de les quals 80 eren unipersonals (40 homes vivint sols i 40 dones vivint soles), 119 parelles sense fills, 119 parelles amb fills i 20 famílies monoparentals amb fills.
La població ha evolucionat segons el següent gràfic:
Habitants censats

### Habitatges
El 2007 hi havia 425 habitatges, 338 eren l'habitatge principal de la família, 27 eren segones residències i 60 estaven desocupats. 420 eren cases i 4 eren apartaments. Dels 338 habitatges principals, 270 estaven ocupats pels seus propietaris, 61 estaven llogats i ocupats pels llogaters i 7 estaven cedits a títol gratuït; 2 tenien una cambra, 8 en tenien dues, 27 en tenien tres, 91 en tenien quatre i 210 en tenien cinc o més. 278 habitatges disposaven pel capbaix d'una plaça de pàrquing. A 152 habitatges hi havia un automòbil i a 161 n'hi havia dos o més.

### Piràmide de població
La piràmide de població per edats i sexe el 2009 era:
| Homes | Edats   | Dones |
| ----- | ------- | ----- |
| 0     | 95 o +  | 0     |
| 4     | 90 a 94 | 8     |
| 8     | 85 a 89 | 16    |
| 4     | 80 a 84 | 8     |
| 20    | 75 a 79 | 24    |
| 24    | 70 a 74 | 24    |
| 16    | 65 a 69 | 36    |
| 12    | 60 a 64 | 12    |
| 32    | 55 a 59 | 16    |
| 24    | 50 a 54 | 32    |
| 24    | 45 a 49 | 28    |
| 16    | 40 a 44 | 24    |
| 32    | 35 a 39 | 24    |
| 8     | 30 a 34 | 24    |
| 24    | 25 a 29 | 12    |
| 28    | 20 a 24 | 16    |
| 44    | 15 a 19 | 24    |
| 44    | 10 a 14 | 32    |
| 32    | 5 a 9   | 28    |
| 16    | 0 a 4   | 8     |

## Economia
El 2007 la població en edat de treballar era de 517 persones, 363 eren actives i 154 eren inactives. De les 363 persones actives 317 estaven ocupades (175 homes i 142 dones) i 46 estaven aturades (23 homes i 23 dones). De les 154 persones inactives 58 estaven jubilades, 35 estaven estudiant i 61 estaven classificades com a «altres inactius».

### Ingressos
El 2009 a Marsais hi havia 350 unitats fiscals que integraven 869 persones, la mediana anual d'ingressos fiscals per persona era de 14.271 €.

### Activitats econòmiques
Dels 33 establiments que hi havia el 2007, 1 era d'una empresa alimentària, 1 d'una empresa de fabricació d'altres productes industrials, 9 d'empreses de construcció, 7 d'empreses de comerç i reparació d'automòbils, 1 d'una empresa de transport, 1 d'una empresa d'hostatgeria i restauració, 6 d'empreses immobiliàries, 4 d'empreses de serveis i 3 d'entitats de l'administració pública.
Dels 12 establiments de servei als particulars que hi havia el 2009, 1 era un taller de reparació d'automòbils i de material agrícola, 1 paleta, 3 guixaires pintors, 2 fusteries, 2 electricistes, 1 empresa de construcció i 2 agències immobiliàries.
Dels 3 establiments comercials que hi havia el 2009, 1 era una botiga de menys de 120 m², 1 una fleca i 1 una carnisseria.
L'any 2000 a Marsais hi havia 31 explotacions agrícoles que ocupaven un total de 1.887 hectàrees.

## Equipaments sanitaris i escolars
L'únic equipament sanitari que hi havia el 2009 era una farmàcia.
El 2009 hi havia una escola elemental.

## Poblacions més properes
El següent diagrama mostra les poblacions més properes.